# اچ‌ام‌تی ریچارد بیکن
اچ‌ام‌تی ریچارد بیکن (به انگلیسی: HMT Richard Bacon) یک کشتی است که طول آن ۱۲۵ فوت ۵ اینچ (۳۸٫۲۳ متر) می‌باشد. این کشتی  در سال ۱۹۱۷ ساخته شد.